# Go the Distance
Le monde qui est le mien
Go the Distance (Le monde qui est le mien en version française et Je crois en mon destin en version québécoise) est une chanson de Roger Bart composée par Alan Menken et David Zippel, extraite de la bande originale du film Hercule et sortie en 1997. Le chanteur américain Michael Bolton enregistre une version pop de la chanson pour le générique du film. Dans la version espagnole, la chanson est interprétée par Ricky Martin, à la fois dans le film et pour le générique. 

## Récompenses
La chanson a été nommée pour l'Oscar de la meilleure chanson originale et le Golden Globe Award pour la meilleure chanson originale. Les deux récompenses sont allées à "My Heart Will Go On", la chanson titre du film Titanic de James Cameron. "Go the Distance" a culminé à la vingt-quatrième place du classement Billboard Hot 100 et a atteint la première place du classement Hot Adult Contemporary Tracks.

## Versions

### Version du film
La chanson a été enregistrée par l'acteur américain Roger Bart qui prête sa voix au personnage d'Hercule dans la version originale. Le titre a été traduit et doublé dans plusieurs langues  
| "Go the Distance" dans d'autres langues | "Go the Distance" dans d'autres langues | "Go the Distance" dans d'autres langues      | "Go the Distance" dans d'autres langues   |
| Langue                                  | Artiste                                 | Titre                                        | Traduction                                |
| --------------------------------------- | --------------------------------------- | -------------------------------------------- | ----------------------------------------- |
| Allemand                                | Fredrik Lycke                           | "Ich werd's noch beweisen"                   | "Je vais le prouver"                      |
| Arabe                                   | هشام نور (Hesham Noor)                  | "الطريق حامشيه" ("Eltaree' H'amsheeh")       | "Je vais marcher sur la route"            |
| Cantonais                               | 古巨基 (“Goo Gui Gei”; Leo Ku)          | "萬水千山" ("Maan Seoi Cin Saan)             | "Des milliers d'eaux et de montagnes"     |
| Catalan                                 | Hernan Fernández                        | "Sé que puc sortir-me'n"                     | "Je sais que je peux m'en sortir"         |
| Coréen                                  | 박상준 (Park Sang-Jun)                  | "내 고향 찾아" ("Nae ko’yang tchaja")        | "Trouver ma ville natale"                 |
| Danois                                  | Laus Høybye                             | "Jeg vil finde vej"                          | "Je veux trouver mon chemin"              |
| Espagnol                                | Ferrán González                         | "Ese es mi destino"                          | "C'est mon destin"                        |
| Espagnol d'Amérique                     | Antonio Benavides                       | "No importa la distancia"                    | "Peu importe la distance"                 |
| Français                                | Emmanuel Dahl                           | "Le monde qui est le mien"                   | "Le monde qui est le mien"                |
| Français canadien                       | Joël Legendre                           | "Je crois en mon destin"                     | "Je crois en mon destin"                  |
| Finnois                                 | Mika Turunen                            | "Saavutan voiton"                            | "Je gagnerai"                             |
| Grec                                    | Διονύσης Σχοινάς (Dionísis Shinás)      | "Θα βρω τη λύση" ("Tha vro ti lýsi")         | "Je trouverai la solution"                |
| Hébreux                                 | עופר גילברון (Offer Gilbron)            | "למרחקים" ("Lamerkhakim elekh")              | "Au loin"                                 |
| Hongrois                                | Tombor Zoltán                           | "Bírnom kell a célig"                        | "Je dois aller à la ligne d'arrivée"      |
| Islandais                               | Gísli Magnason                          | "Er ég stefni á stað"                        | "Est-ce que je me dirige vers un endroit" |
| Indonésien                              | Ian Saybani                             | "Pergi sampai 'ku temukan"                   | "Allez jusqu'à ce que je le trouve"       |
| Italien                                 | Alex Baroni                             | "Posso farcela"                              | "Je peux le faire"                        |
| Japonais                                | 秋山準 (Akiyama Jun)                    | "ゴー・ザ・ディスタンス" ("Gō za disutansu") | "Tenez la distance"                       |
| Malaisien                               | ?                                       | "والاو جاءوه مان" ("Walau jauh mana")        | "Peu importe à quelle distance"           |
| Mandarin de Taïwan                      | 張雨生 (Zhāng Yǔ-Shēng)                 | "萬水千山" ("Wàn shuǐ qiān shān")            | "Des milliers d'eaux et de montagnes"     |
| Néerlandais                             | Rolf Koster                             | "Ik ga tot het einde"                        | "Je vais au bout"                         |
| Norvégien                               | Per Kristian Indrehus                   | "Jeg er på vei"                              | "Je suis en route"                        |
| Polonais                                | Marek Sośnicki                          | "Droga mi nie straszna"                      | "Je n'ai pas peur du cher"                |
| Portugais                               | Carlos Coincas                          | "Eu irei mais longe"                         | "J'irai plus loin"                        |
| Portugais brésilien                     | Marcus Menna                            | "Vencer distâncias"                          | "Surmonter les distances"                 |
| Russe                                   | Игорь Балакирев (Igor' Balakirev)       | "Я найду свой путь" ("Ya najdu svoj put’")   | "Je trouverai mon chemin"                 |
| Slovaque                                | Richard Salay                           | "Môj cieľ"                                   | "Mon but"                                 |
| Suédois                                 | Stefan Nykvist                          | "Jag kan klara av det"                       | "Je peux le faire"                        |
| Tchèque                                 | Daniel Barták                           | "Poletím tou dálkou"                         | "Je volerai cette distance"               |
| Thaï                                    | ภราดร เพ็งศิริ (Pharadon Phengsiri)        | "สุดฟ้าดิน" ("S̄ud f̂ā din")                      | "Le Paradis"                              |
| Turc                                    | Tarkan Tevetoğlu                        | "Bulurum ben yolumu"                         | "Je trouve mon chemin"                    |

Go the Distance est interprété dans le film par Hercule, alors âgé d'une quinzaine d'années. Il possède une force divine et a de plus en plus de mal à s'intégrer à ses pairs. La chanson sert comme une prière aux dieux pour l'aider à trouver sa place. Ses souhaits sont exaucées, car on lui révèle qu'il est le fils de Zeus. Hercule prend alors conscience qu'il doit devenir un vrai héros afin de rejoindre son père sur le mont Olympe. Le thème musical est plus tard repris quand Hercule part dans sa quête pour devenir un vrai héros.

### Version de Michael Bolton
L'auteur-compositeur-interprète américain Michael Bolton enregistre une version pop de la chanson pour le générique du film. Le clip vidéo de cette version a été réalisé par Dani Jacobs. Il a été filmé à New York et l'on y voit Bolton interprétant la chanson, entrecoupé de scènes d'Hercule.

### Version de Ricky Martin
Ricky Martin a enregistré la version en espagnol de Go the Distance pour le générique d'Hercule, intitulée No Importa la Distancia. Le titre est sorti en single le 1er juillet 1997. Plus tard, il a été ajouté aux titres de l'album Vuelve de Ricky Martin, sorti en 1998. La chanson a atteint le dixième place du classement Latin Pop Songs aux États-Unis.

### Autres reprises
La chanson a été reprise dans différentes langues sur les albums We Love Disney :
- Harrison Craig pour We Love Disney, Australie en 2014[4]
- Jean-Baptiste Maunier pour We Love Disney 2, France en 2014[5]
- Andrea Nardinocchi pour We Love Disney, Italie en 2015[6]
- David Bisbal pour We Love Disney, Amérique latine en 2016[7]